# Polinomis de Legendre

Els sis primers polinomis de Legendre.

En matemàtiques, els polinomis de Legendre Pn(x) són polinomis ortogonals en la variable -1 ≤ x ≤ 1.
Es poden definir mitjançant la següent fórmula, on la seva ortogonalitat és amb unitat de pes:
{\displaystyle \int _{-1}^{1}\displaystyle P_{n}(x)P_{m}(x)dx=0,\qquad n\neq m}.
Alternativament, en física acostuma a utilitzar-se una funció amb angle polar 0 ≤ θ ≤ π, on x = cos(θ):
{\displaystyle \int _{-1}^{1}\displaystyle P_{n}(\cos \theta )P_{m}(\cos \theta )\sin \theta \,d\theta =0,\qquad n\neq m}.
Els polinomis en funció de cos(θ) formen part de la solució de l'equació de Laplace en coordenades polars esfèriques.
Emprant el procés d'ortogonalització de Gram-Schmidt aplicat a { 1, x, x², x3, ... }, el polinomi de Legendre amb n graus, Pn, es pot construir recursivament. De fet, aquest mètode és aplicable a tots els tipus de polinomi ortogonal, com els polinomis d'Hermite, els polinomis de Txebixov, etc. Una altra propietat que els polinomis de Legendre tenen en comú amb la resta de polinomis ortogonals és que tenen exactament n zeros reals diferents, és a dir, creuen l'eix horitzontal n vegades. Aquests zeros s'utilitzen com a punts de quadrícula en esquemes de quadratura de Gauss (integració numèrica).

## Història
El matemàtic Isaac Todhunter va anomenar aquests polinomis coeficients de Legendre en honor d'Adrien-Marie Legendre, que fou qui els va definir. Els va anomenar coeficients en lloc de polinomis perquè són coeficients de hn en l'expansió de seva la funció generadora. Legendre va fer la primera definició formal dels polinomis en un article que no va publicar fins uns anys més tard. Allà, el mateix Legendre declara que Laplace va introduir la funció generadora, però que ell mateix en va desenvolupar l'expansió. Més tard matemàtics com Eduard Heine i Charles Hermite van acordar que Legendre en mereixia el mèrit.
Uns anys més tard, Olinde Rodrigues (1816), James Ivory (1824) i Carl Gustav Jacobi (1827) van descriure independentment una fórmula que descriu els polinomis de Legendre.

## Fórmula de Rodrigues
La fórmula de Rodrigues permet definir els polinomis de Legendre d'un ordre n concret:
{\displaystyle P_{n}(x)={\frac {1}{2^{n}n!}}{\frac {d^{n}(x^{2}-1)^{n}}{dx^{n}}}}.
Aquesta funció es pot reformular utilitzant el binomi de Newton, de forma que queda de la següent manera:
{\displaystyle P_{n}(x)={\frac {1}{2^{n}}}\sum _{p=0}^{\lfloor n/2\rfloor }(-1)^{p}{\frac {(2n-2p)!}{p!(n-p)!(n-2p)!}}x^{n-2p}}.

## Funció generadora
Els coeficients de hn en la següent expansió de la funció generadora són polinomis de Legendre:
{\displaystyle \sum _{n=0}P_{n}(x)h^{n}={\frac {1}{\sqrt {1-2xh+h^{2}}}}}.
Concretament, el coeficient de hn és un polinomi en x de grau n. Expandint fins a h¹ s'obté:
{\displaystyle P_{0}(x)=1,\quad P_{1}(x)=x}.
L'expansió a ordres n superiors es fa cada vegada més pesada, però és possible fer-la sistemàticament i permet conduir a fórmules explícites de recurrència.
A més, l'expansió convergeix quan |h| < 1. Aquesta expansió és útil per ampliar la distància inversa entre dos punts {\displaystyle \mathbf {r} } i {\displaystyle \mathbf {R} }, on {\displaystyle R} > {\displaystyle r}, de la següent manera:
{\displaystyle {\frac {1}{|\mathbf {r} -\mathbf {R} |}}={\frac {1}{R}}{\frac {1}{\sqrt {1-2xh+h^{2}}}}\quad {\text{on}}\quad h\equiv {\frac {r}{R}},\quad x\equiv {\frac {\mathbf {r} \cdot \mathbf {R} }{rR}}}.
Tot i això, és possible obtenir Pn per ordres majors sense haver de recórrer a l'expansió directa de les sèries de Taylor, aplicant el diferencial respecte a h a ambdós costats de la funció generadora, de forma que s'obté:
{\displaystyle (1-2xh+h^{2})\sum _{n=0}nP_{n}(x)h^{n-1}={\frac {x-h}{\sqrt {1-2xh+h^{2}}}}}.
Si se substitueix el quocient de l'arrel quadrada per la seva definició en l'equació generadora, i s'equiparen els coeficients de potències de h en l'expansió resultant s'obté la fórmula recursiva de Bonnet
{\displaystyle (n+1)P_{n+1}(x)=(2n+1)xP_{n}(x)-nP_{n-1}(x)}.
Aquesta relació, juntament amb els dos primers polinomis P0 i P1, permet generar recursivament tota la resta.

## Normalització
Els polinomis es poden normalitzar a la unitat, utilitzant:
{\displaystyle \int _{-1}^{1}\displaystyle P_{n}(x)P_{m}(x)dx={\frac {2}{2n+1}}\delta _{nm}}
on {\displaystyle \delta _{nm}} és el factor delta de Kronecker.

## Equació diferencial de Legendre
Els polinomis de Legendre són solucions de l'equació diferencial de Legendre:
{\displaystyle {\frac {d}{dx}}\left[(1-x^{2}){\frac {d}{dx}}P_{n}(x)\right]+n(n+1)P_{n}(x)=(1-x^{2}){\frac {d^{2}P_{n}(x)}{dx^{2}}}-2x{\frac {dP_{n}(x)}{dx}}+n(n+1)P_{n}(x)=0}.
Aquesta equació diferencial té la forma d'una equació de valor propi amb el valor propi {\displaystyle -n(n+1)} de l'operador {\displaystyle {\frac {d}{d\cos \theta }}\sin ^{2}\theta {\frac {d}{d\cos \theta }}}, el qual és una part depenent de θ de l'operador de Laplace ∇² en coordenades polars esfèriques.

## Propietats dels polinomis de Legendre
- Els polinomis de Legendre tenen una paritat de (-1)n sota x → -x, per tant són parells o imparells segons {\displaystyle P_{n}(-x)=(-1)^{n}P_{n}(x)} sota la condició normalitzadora {\displaystyle P_{n}(1)=1}.[4]
- Els polinomis satisfan l'equació {\displaystyle {\frac {d(P_{n+1}-P_{n-1})}{dx}}=(2x+1)P_{n}}, obtinguda a partir de relacions de recurrència entre Pn i Pn+1.
- {\displaystyle \int _{-1}^{1}P_{n}(x)\,dx=0} per {\displaystyle n\geq 1}, que es deriva de considerar la relació d'ortogonalitat amb {\displaystyle P_{0}(x)=1}.
- Donat que l'equació diferencial i la propietat d'ortogonalitat són independents d'escala, al punt final de l'interval la funció val 1, és a dir que es compleix que {\displaystyle P_{n}(1)=1}.
- La derivada al punt final és {\displaystyle P_{n}'(1)={\frac {n(n+1)}{2}}}.
- Es poden obtenir polinomis de Legendre d'ordre fraccional a partir de la fórmula de Rodrigues utilitzant la derivada fraccionària tal com es defineix en el càlcul fraccional i els factorials no enters definits per una funció gamma.